# Musée de l'Émigration française au Canada
Le musée de l'Émigration française au Canada, située à Tourouvre, dans le département de l'Orne et la région Normandie en France, est un lieu de mémoire pour rappeler ceux qui (pour une grande part venaient du Perche) ont quitté leur terre pour aller s'établir au Canada.
Cette initiative de l'Association Perche-Canada, soutenue par le gouvernement du Canada pour célébrer en 2004 le quatrième centenaire du début de la colonisation française du Canada, s'est vu concrétisé à l'automne 2006.

## Une partie des Muséales de Tourouvre
Le musée de l'Émigration française au Canada est l'un des musées constituant les Muséales de Tourouvre. Depuis 2010, les Muséales sont gérées directement par la communauté de communes du Haut-Perche, intégrée en 2017 à la communauté de communes des Hauts du Perche.

### Les fréquentations
| Année | Nombre de visiteurs | Part du musée de l’Émigration française au Canada | Part des visiteurs canadiens | Part des visiteurs provenant de la région parisienne |
| 2007  | 6 027               | 100 %                                             | ?                            | ?                                                    |
| 2008  | 7 332               | 100 %                                             | ?                            | ?                                                    |
| 2009  | 4 589               | 100 %                                             | ?                            | ?                                                    |
| 2011  | 6 300               | 80 %                                              | 7 %                          | 9 %                                                  |
| 2012  | 6 070               | ?                                                 | ?                            | ?                                                    |
| 2013  | 5 139               | ?                                                 | ?                            | ?                                                    |
| ----- | ------------------- | ------------------------------------------------- | ---------------------------- | ---------------------------------------------------- |

À partir du 2 avril 2011, les Muséales de Tourouvre accueillent un autre espace muséographique: le Musée des Commerces et des marques.

## Les principales manifestations
- Au printemps 2009, les muséales de Tourouvre ont présenté l'exposition Du Perche au Nouveau-Monde, une aventure humaine. Sous la plume d'Anne-Claire Fillatre et les photographies d'Aymar Verrier, les visiteurs ont découvert les raisons du voyage des Percherons au Canada. Cette exposition eut le soutien du département de l'Orne et des Amis du Perche de l'Orne[7].
- En octobre 2010, le musée a accueilli l'exposition Haches de guerre, sous la direction de Mathieu LeGoïc, des archives départementales de l'Orne[8].
- Le samedi 19 novembre 2011, la salle d'exposition temporaire fut transformée en salle de projection. Plus de 100 personnes ont visualisé Pierre Boucher, seigneur en Nouvelle-France (produit par l'association Perche-Canada[9]) et Valdieu, ombre et lumière (produit par les Amis du Perche de l'Orne), réalisés par APO Productions[10].

### Liens externes

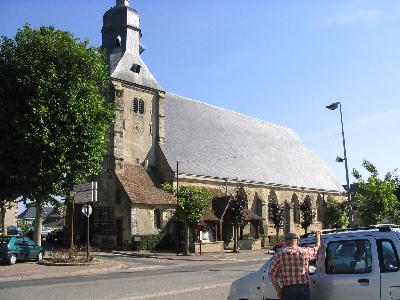
Saint-Aubin de Tourouvre